# Pregasina

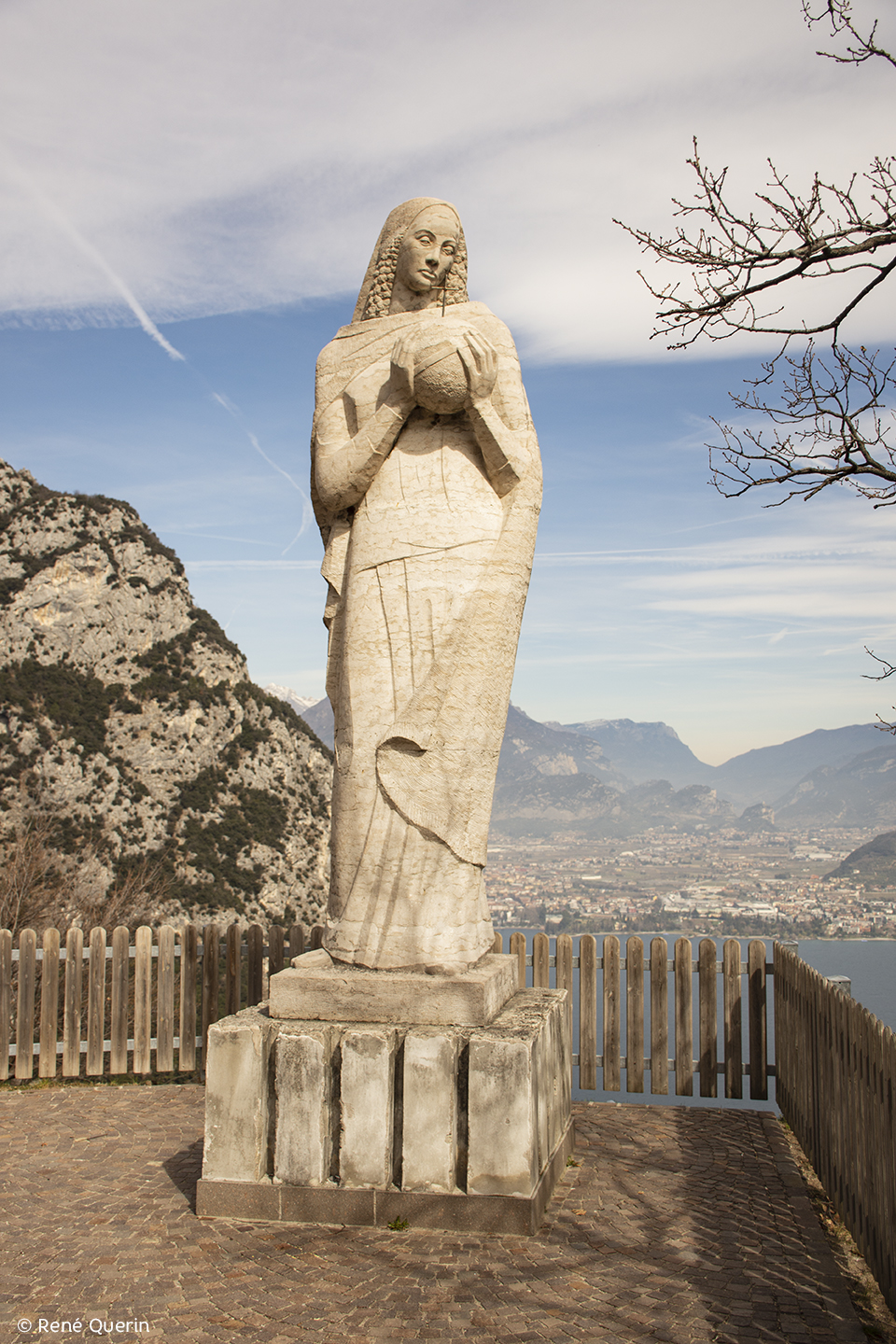
Pregasina. la statua Regina Mundi

Pregasina è una  frazione del comune di Riva del Garda, nella provincia autonoma di Trento.

## Geografia
La località è situata nel comune di Riva del Garda ed è affacciata sul lago di Garda ad un'altitudine di 535 m s.l.m.

## Storia
Fino alla fine della prima guerra mondiale, la località apparteneva al regno di Austria-Ungheria, ed era identificata in tedesco con l'esonimo Pregasen. La zona era una parte del fronte tra l'impero austro-ungarico e il Regno d'Italia e conserva da quell'epoca una serie di strutture militari come bunker, gallerie e trincee sulle montagne che la sovrastano, per esempio la cima Nodice a 859 m s.l.m..
Una volta entrata a far parte dell'Italia, assieme a tutto il Trentino-Alto Adige, prima fu riconosciuta come comune, venne aggregata nel 1925 al comune di Biacesa, ed infine (nel 1955) al comune di Riva del Garda.

## Monumenti e luoghi d'interesse

### Architetture religiose

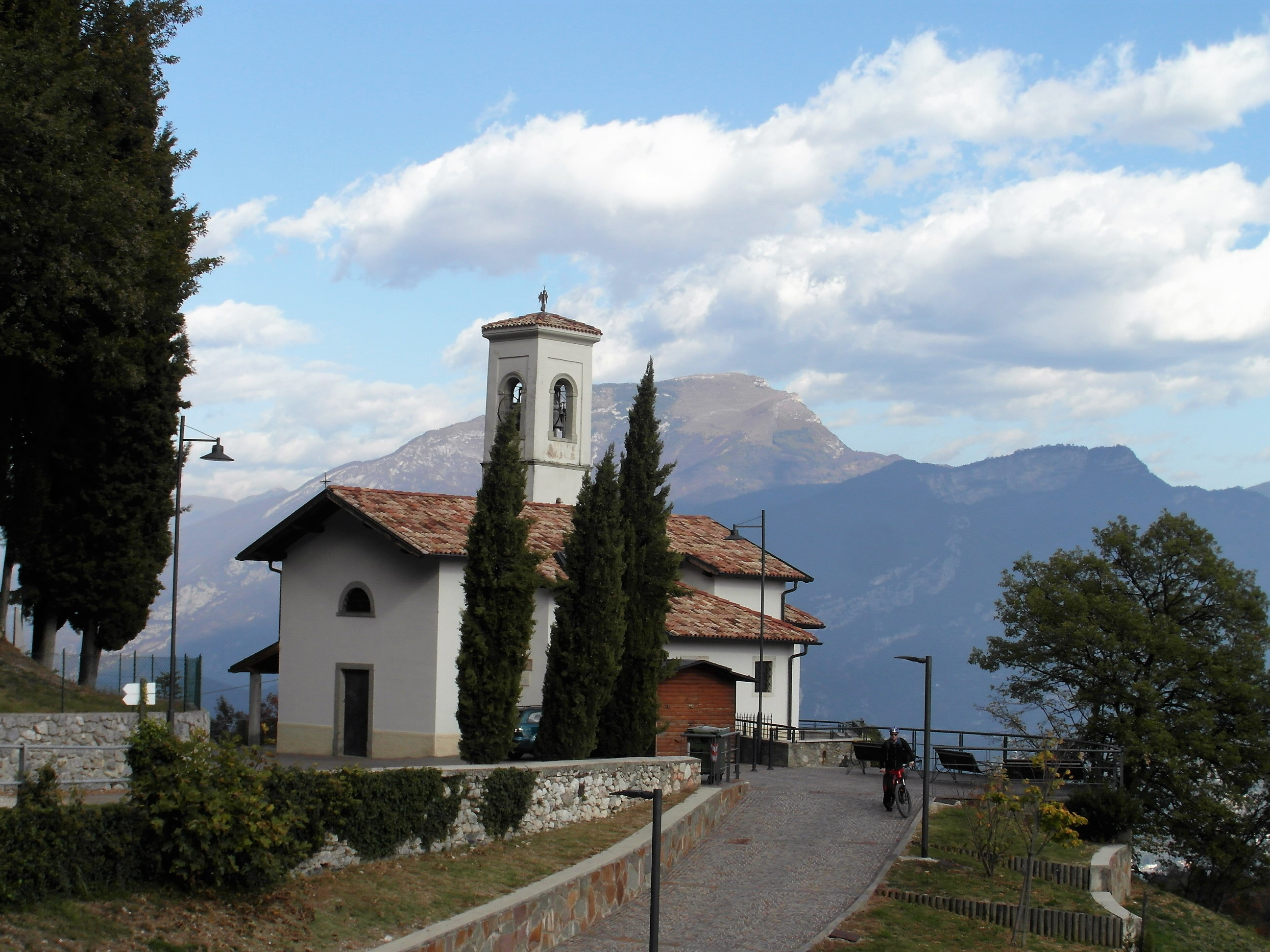
Chiesa dedicata a San Giorgio

La piccola chiesa dedicata a San Giorgio fu eretta prima del 1633 e in diverse occasioni ampliata. Al suo interno si ha una struttura asimmetrica: mentre a sinistra si vede l'antico altare ligneo, sul lato destro si hanno il fonte battesimale e il crocifisso. L'altare maggiore segue invece lo stile barocco, e sopra ad esso, la volta è affrescata con alcune raffiguranti San Giorgio. Il pavimento e le colonne sono state realizzate in granito, un materiale spesso utilizzato in questo piccolo borgo.

## Viabilità
Fino al 1953, Pregasina era accessibile solo da una mulattiera che saliva da Riva del Garda. Poi venne finalmente costruita una strada che la collegava alla strada del Ponale tramite un ponte di pietra, il ponte del Ponale.
Nel 1993 venne ultimata la galleria di circa 950 metri che la collega direttamente alla strada statale SS 240, poco più a valle della frazione di Biacesa. La vecchia strada, che dall'imbocco della galleria scende verso il ponte del Ponale, è stata quindi lasciata ad uso pedonale e ciclabile divenendo molto popolare per chi, salendo da Riva del Garda tramite la strada panoramica del Ponale, vuole raggiungere i panorami mozzafiato della Punta Larici e del Passo della Rocchetta.